# Мартиникский цветной трупиал
Мартиникский цветной трупиал (лат. Icterus bonana) — вид воробьиных птиц из семейства трупиаловых.

## Распространение
Эндемик острова Мартиника (регион и заморский департамент Франции).

## Описание
Длина тела до 18—21 см. Оперение этих птиц преимущественно чёрное, но живот красно-оранжевый. Самцы немного ярче самок. Поют ли самки, в настоящее время пытаются выяснить учёные.

## Биология
Питаются фруктами, ягодами и различными насекомыми.

## Охранный статус и угрозы
МСОП присвоил виду охранный статус VU, его защищает местное законодательство. Обезлесивание привело к тому, что на острове закрепились птицы вида Molothrus bonariensis (гнездовой паразит). Также увеличилась численность местного вида, Quiscalus lugubris, хищника и главного врага Icterus bonana.